# Џек Хејг
Џек Хејг (енгл. Jack Haig; 6. септембар 1993) аустралијски је професионални бициклиста који тренутно вози за  ворлд тур тим Бахреин викторијус. Једном је завршио Вуелта а Еспању на трећем мјесту, док је неколико етапних трка завршио у топ 10.
Каријеру је почео 2013. у континенталном тиму Хијон Салмон—џенесис велт адвајзер, а исте године је освојио Тур оф Тасманију и првенство Аустралије у крос кантрију за возаче до 23 године. Године 2014. освојио је Тур оф Тувумба трку и класификацију за најбољег младог возача на Тур даун андеру, након чега је 2015. возио за развојни тим Џејко ворлд тур академи и као приправник за ворлд тур тим Орика—грин еџ. Најбољи резултат било му је друго мјесто на Тур де л’Авениру, гдје је завршио иза Марка Солера. Године 2016. потписао је професионални уговор са тимом Орика—грин еџ и исте године завршио је Тур оф Словенија трку на другом мјесту, уз освојену класификацију по поенима.
Године 2017. завршио је на трећем мјесту на Тур оф Словенији и на осмом мјесту на Тур де Полоње трци, гдје је остварио једну етапну побједу, прву у професионалној каријери на друму, након што је остварио неколико побједа у екипном хронометру. Године 2018. завршио је Тур оф Јута трку на трећем мјесту, док је 2019. завршио Бретање класик на трећем мјесту, Париз—Ницу на четвртом и Ђиро ди Ломбардију на шестом мјесту. Године 2020. завршио је Вуелта а Андалузију и Вуелта а ла комунидад Валенсијану на другом мјесту, док је Тирено—Адријатико завршио на десетом мјесту. Године 2021. прешао је у Бахреин викторијус. Завршио је Париз—Ницу на петом и Критеријум ди Дофине на седмом мјесту, након чега је био лидер тима на Вуелта а Еспањи, заједно са Ђином Медером. На претпоследњој, етапи 20, Мигел Анхел Лопез је напустио трку док је био на трећем мјесту, након чега је Хејг преузео треће мјесто и по први пут завршио неку гранд тур трку на подијуму.
Године 2022. завршио је Париз—Ницу на петом, а Критеријум ди Дофине на седмом мјесту, након чега је био лидер тима на Тур де Франс у заједно са Дамијеном Карузом, али је морао да напусти трку због пада.